# Armata de Elită
Armata de Elită (în arabă جيش النخبة, translit. Jaysh al-Nukhba), numită anterior Armata de Eliberare (în arabă جيش التحرير, translit. Jaysh al-Tahrir), este o grupare rebelă siriană componentă a Armatei Siriene Libere, care operează în guvernoratele Hama și Alep. Gruparea a fost inițial formată din 5 unități, din care unele au primit rachete BGM-71 TOW de la Statele Unite.
Armata de Elită are drept cartiere generale orașul Jarabulus din Guvernoratul Alep și Kafr Nabl, în Guvernoratul Idlib.

## Istoric
În iulie 2016, Frontul al-Nusra a efectuat un raid în cartierul general al Armatei de Eliberare din Kafr Nabl și a capturat 40 de luptători ai acesteia, inclusiv pe comandantul grupării, Mohammed al-Ghabi. Jihadiștii au pus mâna și pe o cantitate apreciabilă de armament.
Armata de Elită, denumită la acea vreme Armata de Eliberare, a luat parte la intervenția militară turcă în Siria, care a început cu capturarea orașului Jarabulus. Luptătorii Armatei de Eliberare au capturat satul Amarnah de la Forțele Democratice Siriene și au luat prizonieri cel puțin 8 luptători ai FDS. Din octombrie 2016, Armata de Eliberare operează un lagăr de prizonieri de război în nordul Guvernoratului Alep, în care sunt închiși peste 300 de prizonieri de război de la Statului Islamic în Irak și Levant (SIIL) și în care sunt implementate Sharia și pedeapsa capitală. Pe 15 octombrie, Mohammed al-Ghabi a fost rănit grav de o mașină capcană a SIIL și a murit 20 de zile mai târziu. Un nou comandant a fost numit pe 10 noiembrie.
Pe 7 ianuarie 2017, Armata de Eliberare a anunțat că și-a schimbat numele în Armata de Elită și că un nou comandant a fost numit în funcție. Conform afirmațiilor proprii din același an, gruparea dispune de circa 3.000 de luptători.
La începutul anului 2017, după dispute în interiorul grupării, diviziile 46, 312 și 314 au părăsit Armata de Elită și au format un nou grup, numit Armata a 2-a.